# Frank Lübke (Publizist)
Frank Lübke (* 1957) ist ein Schweizer Publizist.
Der Sohn eines heimgekehrten Russland-Schweizers und einer jüdischen Emigrantin aus Wien absolvierte in der Schweiz die Wirtschaftsmatur. Nach abgebrochenem Studium der Rechtswissenschaften absolvierte er die Journalistenschule im Verlagshaus Ringier, wo er danach neun Jahre lang als Journalist tätig war. Danach wurde er freier Journalist, unter anderem für Das Magazin, die Weltwoche und Politik & Wirtschaft.
Von 1999 bis 2005 war er Geschäftsführer des Zentrums gegen Antisemitismus und Verleumdung (DAVID) in Zürich. Bis Anfang 2008 amtierte er weiter als Chefredaktor des Zürcher Grasshopper Magazins, das er seit 1999 produzierte. Gemeinsam mit seiner Frau wanderte er danach nach Kanada aus. Die beiden kauften und betreiben eine Lodge mit Restaurant in Ontario. 2022 kehrte das Paar zurück in die Schweiz und lebt heute am Bodensee. 
Im Mai 2005 wurde Lübke vom Obergericht Zürich vom Vorwurf der Rassendiskriminierung (Verletzung der Rassismus-Strafnorm) freigesprochen, nachdem er bezüglich des islamistischen Selbstmordanschlags in Mombasa vom 28. November 2002, bei dem drei israelische Touristen und zwölf Kenianer getötet worden waren, einen offenen Brief an «Bundesrat, Parlament, Schweizerinnen und Schweizer» verfasst hatte, in welchem stand: «Die abscheulichen Attentate von Kenya sind das letzte Beispiel für die islamistisch-arabischpalästinensischen Wahnsinns-Schlächtereien gegen die jüdisch-israelische Zivilbevölkerung. (...) Der Islam bekennt sich klar dazu, die Weltherrschaft anzustreben.»
Frank Lübke ist Autor diverser Bücher, darunter eine Biographie des Karikaturisten Nico.